# Антоні Крупський
Антоні Станіславович Крупський (пол. Antoni Krupski; нім. Anton Krupski; *27 липня 1889 р., Шляйнікон у кантоні «Цюрих» — †3 грудня 1948 р., Цюрих) — швейцарський ветеринар, доктор медичних наук, полковник медичної служби Швейцарської армії, професор кафедри внутрішніх хвороб та директор медичної клініки на факультеті ветеринарної медицини Цюрихського університету (з 1924 року), член Швейцарської академії медичних наук. Його дослідження мали велику економічну важливість, і за наукову працю нагороджений був званням «Почесний громадянин громади міста Еволена (лат. Evolena) району д'Херенс кантону Вале». Він був першим у науці, хто зміг комплексним підходом розв'язати питання патології у дослідженні кісткової деформації тварин у зв'язку з харчуванням людини, уклав методу пов'язування ланцюгом різні галузі: ґрунтознавство, кліматологію і ботаніку та інші. Зайняв чільне місце в Швейцарському тваринництві та землеробстві.

## Життєпис
Родина його з дев'ятьма дітьми (серед яких був і він) мешкала в громаді Зіленену у кантоні Урі.
- Вчився він у гімназії у місті Альтдорфі у кантоні Урі[1].
- Народився 27 липня 1889 р. у комуні Шляйнікон в кантоні Цюрих округи Дільсдорфу, у патріотичній католицькій родині, де його батьком був Станіслав Крупський (*1839 — †1904), громадянин Російської імперії, активіст польської організації вигнанців з Російської імперії й ув'язнених, які оселилися у 1871 р. у Швейцарії, після польського повстання в Російській імперії. Походили вони з шляхетного роду Крупських селища Гусаків в Україні. Станіслава Крупського заслали у Сибір до російського концентраційного табору, але йому вдалося звідти втекти у 1867 р. й емігрувати до Швейцарії. Де він працював лікарем в Урі й став співзасновником польського національного музею у Раперсвілю (кантон Санкт-Галєн у Швейцарії).
- У 1902 р. — його родині було надано офіційну натуралізацію для отримання громадянства Швейцарії в Шляйніконі (в кантоні «Цюрих»).
- Крупський Антоні вивчав ветеринарну медицину в Цюрихському університеті, де він вперше отримав диплом в галузі ветеринарної медицини (лікар ветеринар), і надалі — науковий ступінь доктора медичних наук. Саме середовище провінційного життя його родини в селищі Гусаків в Україні (тодішньої Російської імперії) і спогади в родині вплинули на вибір його фаху.
- Після закінчення медичного вишколу Крупський Антоні працював лікарем на залізниці, і був політичним журналістом пов'язаний з польським національним музеєм у Раперсвілю (кантон Санкт-Галєн у Швейцарії), польської діаспори[3].
- У науковому світі став помітним його талант дослідника в 1915 р. у праці «Сукупний ефект дезінфікуючих засобів» (нім. Kombinationswirkung von Desinfektionsmitteln)[1]. Як військовий ветеринар служив у Швейцарській армії під час Першої світової війни[2].
- У 1917 р. — він захистив докторську дисертацію. Його дослідження мали велику економічну важливість, і відносилися до дії гормонів, цитології та дезінфекції (у 1917—1925 роках), фізіології і патології ендокринних залоз великої рогатої худоби, їх ставлення до нервової функції та діяльність вегетативної нервової система тварин, патології крові (гематологія), дослідження спектроскопії та нефриту, вплив дієти та фосфатної терапії, хімії еритроцитів, досліди хвороб пов'язаних з нестачею іонів кальцію та фосфору, кислотно-лужної рівноваги, фізико-хімічних впливів, щодо розподілу кальцію і фосфору, впливу фактору гірського клімату, докладне дослідження хімічного впливу на тварину ґрунту і рослинності, дослідження природи вірусу, авітамінозів великої рогатої худоби, інфекційних анемій у коней від гемолітичних стрептококів, сутності молочної анемії у телят, секреції молока і функції статевих залоз, безпліддя у великої рогатої худоби[1][2]. Мав наукову працю у ветеринарних коледжах Ганновера, Берліна, Відня, Будапешта[1]. У 1925 році він вже мав понад 100 наукових публікацій[2].
- Деякий час він працював міським ветеринаром у м. Цюрих, а потім присвятив себе науковій роботі на факультеті ветеринарної медицини в Цюрихському університеті, де згодом працював доцентом і професором. Він керував ветеринарною клінікою, і досліджував внутрішні хвороби тварин. Його наукові роботи стосувалися фізіології і патології відтворення і хвороб великої рогатої худоби. Залишені ним нікрологи про померлих колег свідчать про його осоибсту вдачу та добрі стосунки в науковому колективі[4].
- У 1940–1945 рр. оточував опікою інтернованих в Швейцарію польських військовиків, також працював з осередками ветеринарії в Польщі після Другої світової війни. Хоча Крупський А. був громадянином Швейцарії, проте залишався відданий Польщі.
- Помер 3 грудня 1948 р. у м. Цюрих.

### Наукова діяльність
- Тема його докторської дисертації «Про вплив токсичних комбінації бактерій» (нім. Über die Wirkung von Giftkombinationen auf Bakterien).
- У 1914–1915 роках його наукові праці були присвячені дезінфекції;
- у 1917-1925 рр. — сексуальній фізіології та патології;
- у 1921–1925 рр. — фізіології та патологія, ендокринній системі;
- у 1924-1948 рр. — крові, анемії;
- у 1934–1948 рр. — захворюванням[2].
- Бібліографія наукових праць професора Крупського Антоні має десятки праць (у деяких він був співавтором), більшість з яких опублікована на сторінках журналу «Швейцарський Архів ветеринарної медицини» (нім. Schweizer Archiv für Tierheilkunde).
- Але були його публікації крім Швейцарії й в Австрії:

1. нім. Vergleichende Versuche über die Wirkung einiger gebräuchlicher Desinfektionsmittel,
2. нім. Kritische Bemerkungen zur Frage der Vorkommens der Riderfinne,
3. нім. Beiträge zur Pathologie der Sexualorgane des Rindes,
4. нім. Beiträge zur Phisiologie und Pathologie des endokrinen Systems,
5. нім. Beiträge zur Physiologie und Pathologie der Nierenfunktionen beim Pferd,
6. нім. Über akzidentelle Thymusinvolution beim Kalbe,
7. нім. Blutuntersuchungen bei Haustieren,
8. нім. Erythrocytenmobilisation beim Pferd.

### Особисте життя
- Був одним із піонерів альпінізму в світі.
- Його син Владислав Крупський (нім. Ladislaus Krupski) відомий під псевдонімом «Ганс» — співак популярних пісень й колекціонер народної пісні та дослідник фольклору[5].
- Нащадки Крупського Антоні мешкають нині в м. Альтдорф (кантону Урі), у м. Цюрих, у м. Давос й у м. Пулі (кантон Во)[6].